# František Štambachr (politik)
František Štambachr (3. července 1899 Velké Pavlovice – 11. prosince 1986 Velké Pavlovice) byl český a československý politik a poválečný poslanec Prozatímního a Ústavodárného Národního shromáždění za Československou stranu lidovou.

## Biografie
Většinu svého života hospodařil na své usedlosti. Ve 30. letech aktivně působil v katolických spolcích v brněnském kraji (především v Omladině a Orlu). V letech 1938–1946 byl starostou Velkých Pavlovic, za okupace byl zapojen do odboje na Hustopečsku. Působil jako předseda vinařského družstva VINOP a Zemského vinařského spolku pro Moravu. Politicky se angažoval v lidové straně. 
V letech 1945–1946 byl poslancem Prozatímního Národního shromáždění za ČSL. Setrval zde do parlamentních voleb v roce 1946, pak se stal poslancem Ústavodárného Národního shromáždění za ČSL. Zde formálně zasedal až do voleb do Národního shromáždění roku 1948.
Po únorovém převratu roku 1948 byl pronásledován komunistickým režimem a odsouzen na 20 let těžkého žaláře za vlastizradu a za rozvracení socialistického bloku. Byl souzen v rámci zinscenovaného procesu s Modrým štítem. Vlastnímu soudu předcházela devítiměsíční vyšetřovací vazba v Brně v Příční ulici. Vězněn byl pak ve věznici na Borech, v Ilavě, na Mírově a v Leopoldově. V roce 1960 byl propuštěn. Na svobodu se vrátlil s narušeným zdravím a usídlil se v rodné obci. Na rodinném domě ve Velkých Pavlovicích mu byla roku 1999 odhalena pamětní deska.